# Etiqueta de proteïnes
Les etiquetes de proteïnes són seqüències de pèptids empeltats genèticament en una proteïna recombinant. Les etiquetes s'adjunten a les proteïnes amb diversos propòsits. Es poden afegir a qualsevol dels extrems de la proteïna diana, de manera que són específics de l'extrem C o N-terminal o són específics de l'extrem C i N-terminal. Algunes etiquetes també s'insereixen en llocs dins de la proteïna d'interès; es coneixen com etiquetes internes.
Les etiquetes d'afinitat s'afegeixen a les proteïnes perquè es puguin purificar de la seva font biològica crua mitjançant una tècnica d'afinitat. Les etiquetes d'afinitat inclouen la proteïna d'unió a la quitina (CBP), la proteïna d'unió a la maltosa (MBP), Strep-tag i la glutatió-S-transferasa (GST). L' etiqueta poli(His) és una etiqueta proteica molt utilitzada, que s'uneix a matrius que porten ions metàl·lics immobilitzats.
S'utilitzen etiquetes de solubilització, especialment per a proteïnes recombinants expressades en espècies com E. coli, per ajudar al plegament adequat de les proteïnes i evitar que s'agreguin en els cossos d'inclusió. Aquestes etiquetes inclouen tioredoxina (TRX) i poli (NANP). Algunes etiquetes d'afinitat tenen un doble paper com a agent de solubilització, com ara MBP i GST.
Les etiquetes de cromatografia s'utilitzen per alterar les propietats cromatogràfiques de la proteïna per oferir una resolució diferent a través d'una tècnica de separació particular. Sovint, aquests consisteixen en aminoàcids polianiònics, com ara l'etiqueta FLAG o l'etiqueta de poliglutamat.
Les etiquetes d'epítops són seqüències peptídiques curtes que es trien perquè els anticossos d'alta afinitat es poden produir de manera fiable en moltes espècies diferents. Aquests solen ser derivats de gens virals, la qual cosa explique la seva alta immunoreactivitat. Les etiquetes d'epítop inclouen etiqueta ALFA, etiqueta V5, etiqueta Myc, etiqueta HA, etiqueta puntual, etiqueta T7 i etiqueta NE. Aquestes etiquetes són especialment útils per a experiments de western blotting, immunofluorescència i immunoprecipitació, tot i que també troben ús en la purificació d'anticossos.
Les etiquetes de fluorescència s'utilitzen per donar lectura visual d'una proteïna. La proteïna fluorescent verda (GFP) i les seves variants són les etiquetes de fluorescència més utilitzades. Les aplicacions més avançades de GFP inclouen utilitzar-lo com a reporter plegable (fluorescent si està plegat, incolor si no).
Les etiquetes de proteïnes poden permetre una modificació enzimàtica específica (com la biotinilació per biotina lligasa) o modificació química (com l'acoblament a altres proteïnes mitjançant SpyCatcher o la reacció amb FlAsH-EDT2 per a imatges de fluorescència). Sovint, les etiquetes es combinen per connectar proteïnes amb molts altres components. Tanmateix, amb l'addició de cada etiqueta hi ha el risc que la funció nativa de la proteïna es vegi compromesa per les interaccions amb l'etiqueta. Per tant, després de la purificació, de vegades s'eliminen les etiquetes per proteòlisi específica (per exemple, per TEV proteasa, trombina, Factor Xa o Enteropeptidasa) o splicing d'inteïnes.

## Llista d'etiquetes de proteïnes
(Vegeu Aminoàcids proteinogènics # Propietats químiques per als codis d'aminoàcids AZ)

### Etiquetes peptídiques
- ALFA-tag, una etiqueta peptídica helicoïdal dissenyada de nou (SRLEEELRRRLTE) per a aplicacions bioquímiques i de microscòpia. L'etiqueta és reconeguda per un repertori d'anticossos d'un sol domini

- AviTag, pèptid que permet la biotinilació per part de l'enzim BirA i així la proteïna es pot aïllar per estreptavidina (GLNDIFEAQKIEWHE)

- C-tag, un pèptid que s'uneix a un anticòs de camèlid d'un sol domini desenvolupat mitjançant la visualització de fags (EPEA)

- Calmodulin-tag, un pèptid unit per la proteïna calmodulina (KRRWKKNFIAVSAANRFKKISSSGAL)

- iCapTag™ (intein Capture Tag), una etiqueta basada en pèptids autoeliminable (MIKIATRKYLGKQNVYGIGVERDHNFALKNGFIAHN). L'iCapTag™ es controla mitjançant el canvi de pH (normalment pH 8,5 a pH 6,2). Per tant, aquesta tecnologia es pot adaptar a una àmplia gamma de tampons ajustats als valors de pH objectiu de 8,5 i 6,2. La puresa esperada de les proteïnes o pèptids diana està entre el 95 i el 99%. L'iCapTag™ conté un component patentat derivat de la inteïna Nostoc punctiforme (Npu). Aquesta etiqueta s'utilitza per a la purificació de proteïnes recombinants i els seus fragments. Es pot utilitzar en laboratoris de recerca i també està pensat per a la purificació a gran escala durant el procés de fabricació posterior. El complex de proteïnes objectiu iCapTag™ es pot expressar en una àmplia gamma d'hostes d'expressió (per exemple, cèl·lules CHO i E.coli). No està pensat per a mAbs totalment expressats

- Etiqueta de poliglutamat, un pèptid que s'uneix de manera eficient a la resina d'intercanvi d'anions com Mono-Q (EEEEEE)

- Etiqueta de poliarginina, un pèptid que s'uneix de manera eficient a la resina d'intercanvi catiònic (de 5 a 9 R consecutius)

- E-tag, pèptid reconegut per un anticòs (GAPVPYPDPLEPR)

- FLAG-tag, pèptid reconegut per un anticòs (DYKDDDDK)

- HA-tag, pèptid de l'hemaglutinina reconegut per un anticòs (YPYDVPDYA)

- His-tag, 5-10 histidines unides per un quelat de níquel o cobalt (HHHHHH)

- Les etiquetes Gly-His són variants His-Tag N-terminals (per exemple, GHHHH, o GHHHHHH o GSSHHHHHH) que encara s'uneixen a cations metàl·lics immobilitzats, però també es poden activar mitjançant azidogluconoilació per permetre aplicacions de química de clics

- Myc-tag, pèptid derivat de c-myc reconegut per un anticòs (EQKLISEEDL)

- NE-tag, un pèptid sintètic de 18 aminoàcids (TKENPRSNQEESYDDNES) reconegut per un anticòs monoclonal IgG1, que és útil en un ampli espectre d'aplicacions, com ara Western blotting, ELISA, citometria de flux, immunocitoquímica, immunoprecipitació i purificació de proteïnes recombinants d'afinitat

- L'etiqueta Rho1D4, es refereix als 9 últims aminoàcids de l'extrem C-terminal intracel·lular de la rodopsina bovina (TETSQVAPA). És una etiqueta molt específica que es pot utilitzar per a la purificació de proteïnes de membrana.

- S-tag, un pèptid derivat de la ribonucleasa A (KETAAAKFERQHMDS)

- SBP-tag, un pèptid que s'uneix a l'estreptavidina (MDEKTTGWRGGHVVEGLAGELEQLRARLEHHPQGQREP)[15]

- Softag 1, per a l'expressió de mamífers (SLAELLNAGLGGS)

- Softag 3, per a l'expressió procariota (TQDPSRVG)

- Spot-tag, pèptid reconegut per un nanobody (PDRVRAVSHWSS) per a immunoprecipitació, purificació d'afinitat, immunofluorescència i microscòpia de super resolució

- Strep-tag, un pèptid que s'uneix a l'estreptavidina o a l'estreptavidina modificada anomenada estreptactina (Strep-tag II: WSHPQFEK)

- Etiqueta T7, una etiqueta epítop derivada de la proteïna de la càpsida principal T7 del gen T7 (MASMTGGQQMG). S'utilitza en diferents immunoassajos, així com en la purificació d'afinitat S'utilitza principalment

- Etiqueta TC, una etiqueta de tetracisteïna que és reconeguda pels compostos biarsenicals FlAsH i ReAsH (CCPGCC)

- Etiqueta Ty (EVHTNQDPLD)

- Etiqueta V5, pèptid reconegut per un anticòs (GKPIPNPLLGLDST)

- VSV-tag, pèptid reconegut per un anticòs (YTDIEMNRLGK)

- Xpress tag (DLYDDDDK), pèptid reconegut per un anticòs

### Etiquetes peptídiques covalents
- Isopeptag, un pèptid que s'uneix covalentment a la proteïna pilin-C (TDKDMTITFTNKKDAE)

- SpyTag, un pèptid que s'uneix de manera covalent a la proteïna SpyCatcher (AHIVMVDAYKPTK)

- SnoopTag, un pèptid que s'uneix de manera covalent a la proteïna SnoopCatcher (KLGDIEFIKVNK). També es va desenvolupar una segona generació, SnoopTagJr, per unir-se a SnoopCatcher o DogTag (mediat per SnoopLigase) (KLGSIEFIKVNK)

- DogTag, un pèptid que s'uneix covalentment a DogCatcher (DIPATYEFTDGKHYITNEPIPPK),[22] i també es pot unir covalentment a SnoopTagJr, mediat per SnoopLigase

- SdyTag, un pèptid que s'uneix de manera covalent a la proteïna SdyCatcher (DPIVMINDKPIT).[23] SdyTag/SdyCatcher té una reactivitat creuada depenent de la cinètica amb SpyTag/SpyCatcher.

### Etiquetes de proteïnes[6]
- BCCP (Biotin Carboxyl Carrier Protein), un domini proteic biotinilat per BirA que permet el reconeixement per estreptavidina

- BromoTag, una versió mutada "bump-and-hole" del segon bromodomini de Brd4, Brd4-BD2 L387A, que es pot unir de manera altament selectiva pel degradador PROTAC AGB1 específic per a l'etiqueta per formar un complex ternari entre la proteïna "BromoTagged" i la lligasa E3 VHL, donant lloc a la proteïna subiquiquitina i eficaç de la proteïna subiquiquitina eficaç. degradació a les cèl·lules.

- FAST (Etiqueta d'activació de fluorescència i d'absorció), una proteïna groga fotoactiva mutada (PYP) que s'uneix de manera reversible a lligands fluorogènics afins.

- CL7-tag, una variant dissenyada de Colicina E7 que té una forta afinitat i especificitat d'unió per a la proteïna 7 de la immunitat immobilitzada (Im7).

- Etiqueta de glutatió-S-transferasa, una proteïna que s'uneix al glutatió immobilitzat

- Etiqueta de proteïna fluorescent verda,[4] una proteïna que és espontàniament fluorescent i es pot unir per nanocossos

- HaloTag, una haloalcan dehalogenasa bacteriana mutada que s'uneix de manera covalent als substrats d'haloalcans

- SNAP-tag, una metiltransferasa d'ADN eucariota mutada que s'uneix de manera covalent als derivats de la benzilguanina

- CLIP-tag, una metiltransferasa d'ADN eucariota mutada que s'uneix de manera covalent als derivats de la bencilcitosina

- HUH-tag, una proteïna d'unió a l'ADN monocatenari específica de la seqüència que s'uneix de manera covalent a la seva seqüència objectiu

- Etiqueta de proteïna d'unió a maltosa, una proteïna que s'uneix a l'amilosa agarosa

- Nus-tag

- Etiqueta de tioredoxina

- L'etiqueta Fc, derivada del domini Fc de la immunoglobulina, permet la dimerització i la solubilització. Es pot utilitzar per a la purificació de Proteïna-A Sepharose

- Dissenyat etiquetes intrínsecament desordenades que contenen aminoàcids que promouen el trastorn (P,E,S,T,A,Q,G,..)

- Domini de reconeixement de carbohidrats o etiqueta CRDSAT, una proteïna que s'uneix a la lactosa agarosa o Sepharose